# 크라이스트처치구

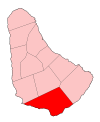
크라이스트처치구의 위치

크라이스트처치구(영어: Christ Church)는 바베이도스 남단에 위치한 구로 행정 중심지는 오이스틴스이며 면적은 57km2, 인구는 54,336명(2010년 기준)이다. 북쪽으로는 세인트조지구, 서쪽으로는 세인트마이클구, 동쪽으로는 세인트필립구와 접한다.